# Turtzioz
Turtzioz (castellà Trucios, cántabre Trucíos) és un municipi de la província de Biscaia, País Basc, pertanyent a la comarca d'Encartaciones. El terme municipal forma un terreny fortament accidentat, format en línies generals per alineacions muntanyenques que envolten el municipi. Límita al nord amb Guriezo (Cantàbria), al sud amb el Valle de Villaverde (Cantàbria), a l'est Castro Urdiales (Cantàbria) i Artzentales (Biscaia) i a l'oest amb Rasines (Cantàbria) i Karrantza (Biscaia).

## Topònim
El nom oficial del municipi és Trucios-Turtzioz. És una denominació bilingüe que va ser adoptada per l'ajuntament el 1996, i va ser publicat al Butlletí Oficial de Biscaia i al B.O.E. en els primers mesos de 1997. Trucios era el nom anteriorment oficial i és considerat com el nom formal de la localitat en espanyol. No obstant això, localment el nom del municipi se sol pronunciar com Trucíos (accentuant el diftong), de manera que se sol escriure també d'aquesta forma. Turtzioz és el nom proposat per Euskaltzaindia com a nom formal de la localitat en basc.
Se sap que Turtzioz ha estat una vall romanitzada des de molt antic. Tradicionalment s'hi ha parlat una variant del dialecte muntanyès, substituït en temps moderns per un espanyol estandarditzat. Per això Turtzioz mancava d'una denominació tradicional en euskera. El nom de Turtzioz es basa en registres escrits antics, d'una època en la qual se suposava que es parlava euskera en la zona. És molt estesa localment la creença que l'actual nom del municipi és una deformació de l'expressió basca iturri hotz (font freda). Des d'Iturriotz, passant per la forma documentada Turtzioz s'hauria arribat a l'actual Trucíos. La transformació radical del nom s'explicaria pel fet que s'hi va deixar de parlar en euskera fa molts segles. A favor d'aquesta teoria es troba el caràcter kàrstic de la zona de Turtzioz. No és forassenyat pensar que una font amb aigua molt freda en les proximitats de l'església de Turtzioz donés nom al municipi en el passat. De fet actualment existeix a escassos metres del barri de L'Església de Turtzioz una deu d'aigües molt fredes de la qual es capten les aigües que abasteixen al municipi. Aquest corrent d'aigua ha estat batejat modernament amb el nom d'Iturriotz.
Està en contra d'aquesta teoria el seu caràcter especulatiu, ja que no existeix cap prova documental que avali que la localitat es va dir en el passat Iturriotz. Només existeix la prova documental de Turtzioz que suggereix una forma intermèdia entre el nom actual i Iturriotz. No hi ha unanimitat en els filòlegs sobre la viabilitat d'una evolució Iturriotz→Turtzioz→Trucios. Tampoc existeix coincidència sobre si en el passat Trucios va ser efectivament una localitat bascoparlant. Encara que existeix toponímia basca a Encartaciones, aquesta és bastant escassa a l'oest de Sopuerta i gairebé inexistent a Turtzioz. Alguns historiadors consideren que Turtzioz sempre ha estat fora de l'àmbit lingüístic basc, cosa que invalidaria aquesta hipòtesi.

## Geografia
El terme municipal de Turtzioz s'estén per la vall del riu Agüera, i hi ha tot de caserius pel fons de la vega i pels vessants de les muntanyes que limiten aquesta petita conca. La major part de la població es concentra al fons de la vall, a la riba dreta del riu, literalment al llarg d'un carrer, obeint el seu traçat sinuós. Dues petites barriades, Pando i Romaña, poden considerar-se com prolongació d'aquest nucli. Però no els barris de Cueto i Gordón, a certa altura sobre la vall, que són vells assentaments humans determinats des de plena Edat Mitjana. En ells les ermites hi tenen un paper fonamental, com a centre de culte antiquíssim i com a espai festiu (places de toros).
Turtzioz està poblat des de molt abans de l'Edat Mitjana. En la prehistòria hi havia àrees d'ocupació a les cotes muntanyenques que limiten la vall. Les coves de les zones de Peñalba i Los Jorrios van estar poblades des de l'edat de bronze per gents dedicades al pasturatge del cavall i de la vaca, aprofitant les riques pastures d'altura que aquestes forests oferien durant gran part de l'any. Posseeix una gran riquesa paisatgística (gràcies a la qual s'ha creat el Parc Natural d'Armañón en els municipis de Turtzioz i Karrantza). Té també un vedat de pesca per a truita així com rutes de muntanya per a practicar-hi senderisme i bicicleta. La seva situació és relativament propera a Bilbao, així com a les platges càntabres d'Oriñón, Laredo i Castro Urdiales. Turtzioz és així mateix un important punt de trobada per a totes aquelles activitats vinculades al sector agro-ramader, ja que s'hi celebren fires de bestiar, alimentació, etc.

## Política
Corporació municipal després de les eleccions municipals del 2007.
| Alcalde | Juan José Llano Llaguno           | PNV          |
| Regidor | José Ángel Larena Serna           | PNV          |
| Regidor | Mª Begoña Pujana Rodrigo          | PNV          |
| Regidor | Asier Haza del Cerro              | PNV          |
| Regidor | Juan Ignacio Hernandorena Calante | Turtzios Bai |
| Regidor | Gorka Llaguno Peña                | Turtzios Bai |
| Regidor | Raúl Baranda Ortega               | Turtzios Bai |